# Willerzie
Willerzie (en wallon Vierzeye) est une section de la commune belge de Gedinne située en Région wallonne dans la province de Namur.
C'était une commune à part entière avant la fusion des communes de 1977.

## Géographie
Bornée au nord par Bourseigne-Vieille, à l’est par Rienne, au sud et à l’ouest par la France, la commune est baignée par la Hulle qui prend sa source au sud du village.
La Croix Scaille à la limite de la France culmine à 504 m. En 2001, on y a élevé la tour du millénaire en bois, remplacée depuis 2012 par une tour métallique comptant 234 marches.

## Évolution démographique
- Source: DGS, 1831 à 1970=recensements population, 1976= habitants au 31 décembre

## Histoire
Très ancienne paroisse qui, depuis le VIIIe siècle, participait à la bancroix de Saint-Hubert.
Willerzie était un alleu — terre franche ou bien héréditaire qui ne dépendait pas d’une autorité supérieure — dont les habitants ont été affranchis au XIIIe siècle.
En octobre 1268, Hugues de Rumigny, chevalier, sire de Fagnolle, et Marie, sa femme, laissent à l’abbaye de Laval-Dieu pour leurs anniversaires quatre muids de blé à prendre sur leur moulin de Willerzie.
Propriété des familles d’Enghien en 1412, de Hemricourt en 1437, de Thiennes de 1529 à la fin de l’Ancien Régime.
Le village avait été cédé à Louis XIV au traité de Nimègue (1678), mais il fut ensuite restitué, le 3 décembre 1699, par la Convention de Lille et réintégré au duché de Luxembourg[réf. nécessaire].
En 1795, la commune a été versée dans le département de Sambre-et-Meuse devenu la province de Namur.
Les habitants ont toujours vécu de la forêt et des métiers qui en découlaient.
En 1830, la population était de 431 habitants répartis dans 85 maisons de pierre ou d’argile couvertes de chaume; on comptait dans la commune 47 chevaux, 5 poulains, 425 bovins, 58 veaux et 47 porcs.
Le 24 août 1914, vers 1 h 30 du matin, les Français cernés par l’ennemi se retirent vers Monthermé. Aussitôt, les envahisseurs allemands mettent le feu au village tandis que tous les habitants sont réunis dès 5 h 30 auprès des canons, les hommes séparés des femmes. Si seulement deux habitants sont tués, 120 sur 122 maisons sont incendiées ainsi que l’église et les deux écoles tandis que périssent dans les flammes 165 bovins et 75 chevaux.
Le dernier Bourgmestre du village actif avant la fusion des communes de 1977 fut Thonin Occre, par ailleurs buteur et figure emblématique du club de football local, le Rapid Willerzie. C'est lui qui, en 1982, inscrivit le seul but de la finale de la Coupe de la Commune de Gedinne contre le club rival du Standard de Bourseigne-Vieille. Il termina paisiblement sa carrière dans l'indifférence générale, dans l'équipe réserve du FC Vencimontois. 

## Liste des bourgmestres de 1830 à 1977
- Thonin Occre, de 19?? à 1977.

## Personnalités liées
- L'abbé Jules Grandjean, (1899-1945), curé de la paroisse de 1936 à 1942, résistant, créateur de la Ligne Dragon, membre du Réseau Comète.